# Ланиште (Качаник)
Ланиште (алб. Llanishtë) је насеље у општини Качаник, Косово и Метохија, Република Србија.

## Становништво
| Демографија | Демографија | Демографија |
| Година      | Становника  | Становника  |
| ----------- | ----------- | ----------- |
| 1948.       | 133         |             |
| 1953.       | 155         |             |
| 1961.       | 144         |             |
| 1971.       | 124         |             |
| 1981.       | 150         |             |
| 1991.       | 187         |             |
| 2011.       | 172         |             |